# كيرنالن جيرفي
كيرنالن جيرفي هي بحيرة متوسطة الحجم تقع في فنلندا. وهي تقع في بلدية جينكالا في منطقة كانتا هامي. البحيرة هي جزء من حوض كوكيماينيوكي وأنها تتصرف في بحيرة فاناجفيسي من خلال نهر سونون جوكي.